# Turma da Mônica
Turma da Mônica é uma série de histórias em quadrinhos e uma franquia de mídia produzida pela Maurício de Sousa Produções, criada pelo cartunista e empresário Mauricio de Sousa. Foi originada em 1959 em tirinhas de jornal, na qual os personagens principais eram Bidu e Franjinha. A partir dos anos 1960, a série começou a ganhar a identidade atual, com a criação de Mônica e Cebolinha, entre 1960 e 1963, que passaram a ser os protagonistas.
Embora a maior parte das histórias gire em torno das aventuras de Mônica, Cebolinha e seus amigos do Bairro do Limoeiro, o termo do título se refere também às demais famílias de personagens criados por Mauricio de Sousa, derivadas de outras séries, como Turma do Chico Bento, Turma da Tina, Turma da Mata, Turma do Penadinho, entre outros. Desde 1970, na forma de revista em quadrinhos, os personagens já foram publicados por editoras como a Abril (1970-1986), a Globo (1987-2006) e Panini Comics (2007 até a atualidade), somando quase 2.000 revistas já publicadas para cada personagem. Além disso, também segue com publicação especial de tiras no formato de bolso pela própria Panini e pela L&PM.
Em 2008, foi criado um spin-off baseado no estilo dos quadrinhos japoneses intitulado Turma da Mônica Jovem, com os personagens já adolescentes. Em 2015, a linha passou por uma reformulação: a Panini reiniciou a numeração das revistas e passou a creditar autores em algumas histórias (algo que acontecia apenas em publicações especiais). Além disso, cada edição passou a trazer um QR Code que permite acesso a conteúdos exclusivos em plataformas virtuais.
Em 2019, é lançado o selo Mangá MSP, com o lançamento de outro spin-off chamado Turma da Mônica Geração 12, trazendo uma versão pré-adolescente dos personagens, com roteiros de Petra Leão e desenhos de Roberta Pares. Em outubro de 2019, a revista Mônica completou 600 edições, contabilizando as edição das editoras Abril, Globo e Panini. Em março de 2021, uma nova reformulação é feita pela Panini, com a numeração sendo reiniciada mais uma vez. A Turma da Mônica tem gibis e outros produtos licenciados em 40 países e com 14 idiomas, sendo que a marca foi expandida para outras mídias ao longo dos anos, em produtos como livros, brinquedos, discos, CD-ROMs, jogos eletrônicos, entre outros.

## História

### Criação
Maurício de Sousa, analista do jornal Folha da Manhã, criou e ingressou na área dos quadrinhos no ano de 1959, com seus primeiros personagens, Bidu e Franjinha. Ambos foram baseados na própria infância de Maurício, sendo Bidu inspirado no seu cãozinho de estimação, Cuíca. No ano seguinte, os personagens ganharam espaço por meio da revista infantil Zaz Traz, publicada pela Editora Outubro. Posteriormente, um gibi intitulado "Bidu" foi lançado pela Editora Continental, sendo cancelado no mesmo ano com apenas 8 revistas sendo lançadas. Ainda naquele período, novos personagens foram criados, entre eles um que chamou atenção Cebolinha, como coadjuvante de Franjinha.
Os personagens seguiram nas tirinhas de jornal, onde foram desenvolvendo suas personalidades. Cebolinha passou a ser o personagem principal, substituindo o Bidu, e mais personagens foram se destacando e ganhando séries próprias, como Piteco, Astronauta, Horácio, Penadinho, Zezinho e Hiroshi (atualmente do universo da Turma do Chico Bento), Raposão (atualmente do universo da Turma da Mata). No entanto, mesmo com todos esses personagens, Maurício recebeu queixas sobre a falta de mulheres em seus quadrinhos, assim Mônica foi criada em 1963, como uma personagem secundária nas tirinhas do Cebolinha. Baseada na sua filha Mônica Sousa, que tinha 2 anos à época da criação da personagem homônima, ela teve sucesso e carisma, que fizeram dela a protagonista das tirinhas, tornando Cebolinha seu coadjuvante no fim da década de 1960.
Em maio de 2024, um mês que marca o aniversário de 54 anos da publicação da primeira revista da Turma da Mônica, o cartunista disse que o cenário das aventuras no bairro do Limoeiro foi inspirado em um bairro real do Cambuí, em Campinas, no estado de São Paulo na década de 1970.

### Revista em quadrinhos

Capa da primeira revista com o título antigo publicada pela Editora Abril, 1970

Maurício ganhou novamente uma revista para suas criações em 1970, pela editora Abril. A princípio, com o título de "Mônica e Sua Turma", vários dos personagens já criados por Maurício nas tirinhas de jornal passaram a aparecer nas revistas, formando a hoje chamada Turma da Mônica. Competindo com quadrinhos estrangeiros como Pato Donald, Zé Carioca e Luluzinha, seus quadrinhos permaneceram firmes nas bancas e ganharam um segundo título, Cebolinha, em 1973. Um contrato com o jogador Pelé permitiu o lançamento de um personagem baseado nele mesmo. O Pelezinho, lançado em 1977, foi fenômeno entre as crianças na época, entrando para a história nos quadrinhos nacionais.
Os Estúdios Maurício de Sousa surgiram a partir da necessidade da criação de uma equipe de roteiristas para bancar a produção mensal de histórias completas para as revistas e tiras de jornal, deixando de concentrar a produção nas mãos de Maurício. Novos projetos puderam então ser conduzidos, como os desenhos animados, licenciamento de personagens e venda de quadrinhos para o exterior.

### Expansão
Ao longo dos anos, outros personagens ganharam suas próprias revistas, como Cascão (1982), Chico Bento (1982) e Magali (1989). Ao longo do tempo, a marca Turma da Mônica tem sido usada para vender diversos produtos, de itens de higiene a petiscos para animais, passando por alimentos. O caso de maior sucesso é o do extrato de tomate da Cica Elefante, com o Jotalhão. Outras mídias se fortaleceram ao longo dos anos e vieram produtos como livros, brinquedos, discos, CD-ROMs, jogos eletrônicos, entre outros. Nos anos 1970 e 1980, a propaganda de televisão desse extrato de tomate, protagonizada por Mônica e Jotalhão, ficou muito famosa, especialmente pelo tema musical: "Ô Mônica, abrace o elefante…". Sua repercussão ajudou os estúdios a investirem em animação e licenciamento de personagens, tornando a Turma da Mônica uma potência de entretenimento genuinamente brasileira. Em 2015, a Turma da Mônica era usada por quase 3 mil produtos de mais de 150 empresas. Em 2008, uma segunda linha de quadrinhos foi iniciada a partir de Turma da Mônica Jovem, uma publicação direcionada ao público pré-adolescente estrelada por uma versão mais velha dos personagens.
A Turma da Mônica tem gibis e outros produtos licenciados em 40 países e 14 idiomas. Algumas revistas de personagens são publicadas em outros países desde os anos 1980, Monica's Gang ou Monica and Friends em países de língua inglesa, Fratz & Freunde na Alemanha, La Banda di Monica na Itália, Monika dan kawan kawan na Indonésia, Mónica y su Pandilla ou Mónica y sus Amigos nos países de língua espanhola, entre outros. Os gibis chegaram a ser publicados em 13 países da União Europeia, mas Mauricio afirmou que sofreu sabotagem de grandes editoras e desistiu da ideia. A Turma da Mônica é especialmente popular no Japão. As publicações começaram em 1974, na revista Ichigo Shinbun, da Sanrio, empresa conhecida por criar a Hello Kitty. Em 2018, a MSP fundou um escritório em Tóquio e anunciou a entrada no mercado editorial com livros e publicações da Turma da Mônica e Turma da Mônica Jovem. A Turma da Mônica também apareceu em programas exclusivos para o país. Além disso, Mauricio de Sousa publicou a história A Noite da Princesa junto com Osamu Tezuka, que foi publicada na Tezucomi. A MSP também auxiliou no Programa Novo Mundo, onde produziu cartilhas para ajudar filhos de imigrantes a se adaptarem às escolas japonesas.

## Personagens

Personagens principais da Turma da Mônica

A série Turma da Mônica tem uma extensa quantidade de personagens principais e secundários. Tem como principais protagonistas Mônica, Cebolinha, Cascão, Magali e Chico Bento (derivado da Turma do Chico Bento), sendo que cada um tem a sua própria revista em quadrinhos. Outros personagens de outras séries criadas por Maurício de Sousa também estão incluídos na Turma da Mônica, fazendo cruzamentos ou citações um sobre outro em várias histórias, entre vários outros personagens. Em janeiro de 2019, a MSP introduziu a primeira menina negra no núcleo principal das histórias, a Milena.
A maioria das histórias se concentra na vida cotidiana dos personagens principais e, ocasionalmente, sobre os personagens secundários; o estilo humorístico da série normalmente é caracterizado por vários tipos de repetições, alusões, apelos ao nonsense, paranomásias, sarcasmo e metalinguagem. As histórias com Mônica e Cebolinha giram em torno do eterno conflito entre os dois. Cebolinha é um causador de problemas e esperto garoto que sempre tenta repreender Mônica ou roubar seu coelhinho de pelúcia, chamado de Sansão, para dar nós em suas orelhas (geralmente tendo Cascão ou outro menino como cúmplice), sendo que Mônica sempre se vinga ao bater neles com seu coelhinho de pelúcia, muitas vezes deixando-os machucados e com olhos roxos. Muitas vezes, Cebolinha faz planos, chamados de "Infalíveis", contra ela que, dentre esses, há várias armadilhas e às vezes usando certas invenções, das quais muitas feitas pelo personagem Franjinha, protagonista de muitas histórias, mas sempre perde para Mônica no final.
As histórias sobre Cascão geralmente se concentram em sua propensão para a sujeira e bagunça e seu medo de água, sem nunca ter tomado um banho na vida, e sendo constantemente ameaçada por vilões (sendo muitos, membros de uma organização secreta chamada S.U.J.O.C.A) ou seus amigos para tomar uma ducha. As histórias com Magali geralmente se concentram em sua gula, com uma capacidade sobre-humana para comer, sem nunca engordar e às vezes roubando comida de seus amigos.

### Demais turmas
Outros trabalhos associados dos Estúdios Maurício de Sousa que aparecem com frequência nas revistas, e que ocasionalmente se relacionam com a Turma da Mônica, seja em aparições especiais ou em séries crossover são:
- Turma do Chico Bento - foca na vida diária de Chico Bento, um garoto caipira preguiçoso e seus amigos que vivem em uma fazenda no interior do Brasil. É o que mais frequentemente aparece em contato com a Turma da Mônica. Como a Turma da Mônica, também recebeu uma história em quadrinhos spin-off de estilo mangá lançada em 2013, chamada Chico Bento Moço.[31]
- Turma do Penadinho - concentra-se em histórias de comédia envolvendo monstros de filmes de terror (fantasmas, vampiros, lobisomens, Frankenstein e até mesmo a Morte) em um cemitério.
- Turma da Tina - Mostra uma rotina diária de um grupo de adolescentes e suas vidas diárias como namoro, faculdade, entre outras questões. Em 2014, recebeu sua própria série de quadrinhos spin-off.[32]
- Turma do Astronauta - concentra-se nas aventuras em quadrinhos centrada na vida do personagem Astronauta no espaço sideral que recebeu 3 gibis especiais dedicados apenas a ele, o personagem teve 6 graphic novels escritas e desenhadas por Danilo Beyruth pelo selo Graphic MSP entre 2012 e 2022, em 2024, as graphic novels serviram de base para uma série animada distribuída pelo serviço de streaming Max e exibida no canal HBO.
- Turma da Mata - concentra-se nas vidas diárias de um grupo de animais antropomórficos (o mais famoso sendo o elefante Jotalhão) de diferentes espécies em uma floresta liderados por um rei leão.
- Turma do Piteco - concentra-se na vida de Piteco, um homem das cavernas que está vivendo no meio da pré-história com dinossauros.
- Turma do Horácio  - enfoca a vida de um jovem dinossauro filósofo Horácio e seus amigos dinossauros.
- Turma do Papa-Capim - concentra-se na vida cotidiana de Papa-Capim, um jovem nativo brasileiro que vive na Amazônia sob constante ameaça de homens brancos.
- Turma do Bidu - a vida do cão Bidu, alternando entre histórias de uma vida animal regular, convivendo com outros bichos e até objetos inanimados que falam (ossos, pedras, poças de água, etc), e outras com ele sendo o astro de uma produção cinematográfica, incluindo equipe técnica (principalmente o contra-regra Manfredo) e um elenco de apoio, onde há uma frequente quebra da quarta parede ao fazer referências à própria história e à sua condição de desenhos.

## Mídias

### Publicações
A Turma da Mônica e seus trabalhos relacionados são liberados em um número de diferentes livros. Em primeiro lugar, eles foram publicados pela Editora Abril entre 1970 e 1986, em seguida pela Editora Globo de 1987 a 2006. A partir de 2007, a Panini Comics foi escolhida para manter as publicações. Até agora há livros em quadrinhos estrelados por muitos personagens, entre os mais conhecidos e vendidos são os personagens de Mônica, Cebolinha, Cascão, Magali e Chico Bento, além de almanaques com republicação de histórias clássicas com personagens diferentes. Em 2015 foi lançado um aplicativo para smartphones chamado Caixa de Quadrinhos, que recolhem mais de 500 edições da franquia para download. Em outubro de 2018, a MSP e Panini lançam o aplicativo Banca da Mônica, que permite ao leitor ler histórias recentes e antigas.

### Televisão

As Aventuras da Turma da Mônica (1982) é o filme de maior sucesso dos personagens de Maurício de Sousa até hoje, atraindo mais de 1,1 milhão de pessoas nos cinemas brasileiros.

A Turma da Mônica é responsável pela primeira série de animação para televisão 100% brasileira, exibida entre 1976 e 1984 pela TV Cultura TV Globo em episódios curtos de 2 minutos. Atualmente, o desenho animado é exibido no Brasil pelo Cartoon Network e seus canais-irmãos Tooncast e Boomerang. Em Portugal, os episódios do desenho animado já passaram pelos canais RTP 2 em 2008 e SIC K em 2015. A Rede Globo ainda veicula regularmente o desenho em seu sinal internacional - disponível em países da Europa, Ásia e África. As animações também receberam dublagem em inglês para distribuição internacional, sendo veiculadas na Itália e outros países da Europa. Entre as demais famílias de personagens de Maurício Horácio, Penadinho, Astronauta, Tina e Turma da Mônica Jovem, também já estrelaram versões animadas. Em novembro de 2019, o Cartoon Network estreou uma série animada baseada em Turma da Mônica Jovem.
Em 2016, durante a Comic Con Experience, foi anunciada uma nova série, com um design retrô. a série estava prevista para ser lançada em 2018 no Cartoon Network, A versão sem falas Mônica Toy foi lançada em 2013, sendo veiculada no YouTube e é sucesso em países como Japão e Rússia. Tem mais de 10 bilhões de visualizações. Em 2019, foi anunciada uma série live-action protagonizada pelo Jeremias Em 2022, foi lançada no Globoplay, Turma da Mônica - A Série, uma série ambientada na mesma continuidade dos filmes Laços e Liçoes. No mesmo ano, foi lançada no Giga Gloob, Vamos Brincar com a Turma da Mônica, uma série de animação em 3D feita pela Hype Animation, e estreou em 12 de outubro.  Em 11 de julho de 2023, depois que o aplicativo foi descontinuado pela Globo, os primeiros dez episódios da série foi transferida e disponibilizada no streaming Globoplay. Na TV paga, a série estreou no canal infantil Gloobinho (que é co-produtor da série) em 12 de outubro de 2023, e no canal irmão Gloob em 6 de janeiro de 2024.
Em 2021, o programa live-action Monika & Furenzu estreou no programa Hapikura, da Kids Station, onde os personagens interagem com Naomi Watanabe. Já a Turma da Mônica Toy estreou na TV Fuji.

### Cinema

Pôster do filme Turma da Mônica: Laços (2019)

Os personagens também estrelaram diversos filmes de animação, como  As Aventuras da Turma da Mônica (1982), A Princesa e o Robô (1983), Cine Gibi (2004) e Uma Aventura no Tempo (2007), Mônica e Cebolinha – No Mundo de Romeu e Julieta (1979), A Rádio do Chico Bento (1989) e o clássico de Natal Turma da Mônica e a Estrelinha Mágica (1988).

### Mônicaverso
Em junho de 2019, foi lançado o filme Turma da Mônica: Laços, baseado na graphic novel de mesmo nome, produzida pelos irmãos Vitor e Lu Cafaggi para o selo Graphic MSP. O filme estreou o universo compartilhado da Turma da Mônica apelidado de Mônicaverso, e teve duas sequências: Turma da Mônica: Lições (2021) e Turma da Mônica Jovem: Reflexos do Medo (2024).
Em 2023, foi anunciada uma série prequela chamada Turma da Mônica - Origens, outra produção para o Globoplay e Gloob. Em 2024, foram lançada no Max, a série live-action Franjinha e Milena: Em Busca da Ciência, e a série animada Astronauta, inspirada nas histórias criadas por Danilo Beyruth para o selo Graphic MSP.

### Música
A Turma da Mônica também esteve na capa de diversos LPs e CDs, com músicas-tema e outras canções infantis surgidas de seus desenhos animados, propagandas e peças de teatro, como A Bandinha da Turma da Mônica (Fermata - 1971); A Bandinha da Turma da Mônica [Compacto] (Fermata - 1972); Mônica e Cebolinha – No Mundo de Romeu e Julieta (1978); As Aventuras da Turma da Mônica (1984); A Turma da Mônica (Globo Discos/Som Livre (SIGLA) - 1987); A Turma da Mônica (Continental/Warner Music Brasil - 1994); A Turma da Mônica e Mauricio Contam e Cantam o Descobrimento do Brasil (2000); Animais (2004); É Preciso se Cuidar (2004); Aluno Nota 10 (2004); Sorria (2004); Planeta Terra (2004); Hinos Brasileiros (2004); O Natal Chegou (2004); Vem Brincar! (2004); Viajando com a Música (2004); Feliz Natal pra Todos (2007).

### Jogos de mesa e videogames

Comparação entre os games Turma da Mônica na Terra dos Monstros e Wonder Boy in Monster World

Entre vários brinquedos relacionados aos personagens, jogos também figuram com destaque. Entre eles, foram lançados: Caça à Turma (1989); Super Memória (1993); Fazendo a Festa (1998); Sopão da Magali (2002); Quebra-Cabeça Educativo (2002); Lince Alfabeto (2003); Zoológico Animado (2005); Banco Imobiliário Turma da Mônica (2008); Cara a Cara Turma da Mônica (2008); Detetive Turma da Mônica (2008); Jogo da Vida Turma da Mônica (2008); Super Massa Turma da Mônica (2008); Tapa Certo Turma da Mônica (2008); Sudoku Júnior (2008); Ludo e Sobe-e-Desce (2008); Dominó da Turma (2009); Jogo da Memória (2009); Quebra-Cabeças (2009); Quebra-Cabeça Turma da Mônica Jovem (2010); Bobeou, Dançou (2010); Gogo's da Mônica (2011).
Em 1991, a Tec Toy também foi responsável pelo lançamento de minigames estrelados por Mônica, Cebolinha e Chico Bento, vendidos em lojas de brinquedos. Nos anos 1990, a MSP lançou CD-ROMs que contavam histórias interativas com minigames. Foram três nessa linha: Mônica Dentuça (1995), Cebolinha e Floquinho (1996) e A Roça do Chico Bento (1998).
Em setembro de 2010, durante uma coletiva sobre o videogame Zeebo, Mônica Sousa, filha de Maurício de Sousa, apresentou uma parceria com a Zeebo Brasil para lançar cerca de 8 jogos da Turma da Mônica para a plataforma. O primeiro título é "Turma da Mônica - Vamos Brincar Nº 1", lançado em dezembro de 2010. Desde 2012, com o lançamento da divisão de jogos digitais dos Estúdios Maurício de Sousa, aplicativos de games e quadrinhos são produzidos diretamente para dispositivos iOS e Android.
Um MMORPG infantil para redes sociais também foi lançado pela programadora Level Upǃ, Turma do Chico Bento - o Jogo (2012). O serviço foi descontinuado em 2014.
Com a distribuidora Sega, a Tec Toy fez uma versão brasileira dos videogames de Wonder Boy, adaptados para incluir os personagens da Turma da Mônica como protagonistas.
| Console       | Ano  | Jogo de Wonder Boy          | Ano  | Turma da Mônica                       |
| ------------- | ---- | --------------------------- | ---- | ------------------------------------- |
| Master System | 1987 | Wonder Boy in Monster Land  | 1991 | Mônica no Castelo do Dragão           |
| Master System | 1989 | Wonder Boy III              | 1993 | Turma da Mônica em O Resgate          |
| Mega Drive    | 1991 | Wonder Boy in Monster World | 1994 | Turma da Mônica na Terra dos Monstros |

## Outros mercados

### Parque temático

Logo do Parque da Mônica

Um parque temático dos personagens, com 10 mil metros quadrados de extensão, foi inaugurado em 1993 no Shopping Eldorado, em São Paulo. Evolução do "Pracinha da Mônica", um parque itinerante tocado pelo estúdio durante os anos 1980, o "Parque da Mônica" apresentava brinquedos especiais relacionados ao universo da Turma da Mônica, peças de teatro com os personagens e eventos especiais. O Parque chegou a ter duas filiais, em Curitiba (atual Shopping Estação), aberto em 1998 e fechado em 2000, e no Rio de Janeiro (Shopping Città America), aberto em 2001 e fechado no início de 2005. O Parque de São Paulo encerrou suas atividades em 2010 e foi reaberto em 2015 no Shopping SP Market, localizado na Zona Sul da cidade.
Em Portugal, existe um parque temático na Amadora, perto de Lisboa, tendo sido inaugurado em 2013. Segundo informação da Câmara Municipal da Amadora, o espaço tem cerca de 4 mil metros quadrados e foi construído com recurso a vários materiais reciclados, O Parque da BD – Turma da Mônica / Maurício de Sousa foi erigido no espaço onde se situava a Fábrica da Cultura, local onde durante vários anos foi realizado o Festival Internacional de Banda Desenhada da Amadora.

### Lojas
Durante os anos 1980, a turma também chegou a ter sua própria rede de lojas. A Lojinha da Mônica e o Trenzinho da Mônica, com filiais em vários estados do Brasil, vendiam produtos relacionados com as personagens. Em 2013, a franquia foi retomada na forma de um portal de e-commerce.

## Censura e controvérsias

### Censura
Durante a Ditadura Militar, as quatro principais editoras brasileiras: Abril, RGE, EBAL e O Cruzeiro criaram um código chamado "Código de Ética", este possuía um selo inspirado no Comics Code Authority dos Estados Unidos. Vários outros gêneros de quadrinhos foram ameaçados, sobrando quase que exclusivamente quadrinhos infantis.
Além da autocensura, houve também a censura estatal da Ditadura, que chegou a intervir diretamente na Mauricio de Sousa Produções. A história O sequestro do Cascão precisou ser renomeada por causa do sequestro de Charles Burke Elbrick pela Ação de Libertação Nacional (ALN) e pelo Movimento Revolucionário 8 de Outubro (MR-8) e a MSP foi repreendida por mostrar as nádegas de Cebolinha em uma cena onde ele estava tomando banho. Mauricio também precisou ir pessoalmente para Brasília para submeter os roteiros dos desenhos animados à censura federal. As revistas do Chico Bento também foram ameaçadas pelo dialeto caipira usado pelos personagens, mas o cancelamento foi evitado após passeata de crianças. Apesar disso, a Turma da Mônica foi pouco afetada pela censura se comparado a outros artistas da época. Desde seu envolvimento com a ADESP e seu banimento dos jornais, Mauricio praticamente não aborda temas políticos em seus quadrinhos.
Em 2020, durante o Governo Jair Bolsonaro, uma questão do ENEM onde havia uma tirinha da Turma da Mônica que criticava o desmatamento foi retirada a pedido do então presidente.

### Publicidade
Nos anos 80, o Miojo da Turma da Mônica praticou marketing agressivo ao afirmar que era "super nutritivo", "fonte de vitaminas" e "100% natural".
Em 2009, a Promotoria de Justiça do Consumidor e a Promotoria de Justiça de Defesa dos Interesses Coletivos e Difusos da Infância e Juventude de São Paulo abriram um inquérito civil contra a empresa Maurício de Sousa Produções por publicidade em revistas em quadrihos publicadas pela Panini.
Em 2013, a Mauricio de Sousa Produções firmou parceria com Ambev (dona de marcas de cerveja como Skol, Antarctica, Brahma e Budweiser) para uma campanha de conscientização sobre consumo de álcool, contudo, para Ana Cecília Marques, presidente da ABEAD (Associação Brasileira de Estudos do Álcool e outras Drogas), tais campanhas seria um estímulo para o consumo de álcool no futuro.
No mesmo ano, o Projeto Criança e Consumo do Instituto Alana protocolou Representação no Ministério Público do Estado de São Paulo sobre revistas publicadas entre parceria com o Climatempo e a empresa de produtos para a construção civil Vedacit. Em 2014, Mauricio de Sousa causou controvérsia ao publicar sua conta do Instagram, um foto de uma criança pedindo para ter publicidade na televisão.

### Violência
Em 2010, em texto publicado no site Observatório da Imprensa, o jornalista Dioclécio Luz afirmou que as histórias da Turma da Mônica continha maus exemplos para crianças, como a prática de bullying e violência para resolver os problemas. Em um segundo texto, o autor disse ter sido mal interpretado.

### Turma da Mônica Jovem
Inicialmente, a Turma da Mônica Jovem não tinha uma linha editorial clara, fazendo com que houvesse histórias de diversos gêneros, como paródia e aventura, com elementos de mangá, cultura pop e RPG. Isso fez com que o traço dos personagens fosse inconsistente, o que tornou-se uma das maiores reclamações dos fãs.
Em 2016, uma cena de Turma da Mônica Jovem roteirizado por Petra Leão trazendo a protagonista dizendo a frase "Meu corpo, minhas regras" foi alvo de ataques do  ideólogo de extrema-direita Olavo de Carvalho, na cena, Mônica diz não querer usar aparelho dentário, mas para Carvalho, a personagem havia se tornado pró-aborto.
Emerson Abreu ficou conhecido por escrever histórias de terror e humor na TMJ, com a chamada Supersaga do Fim do Mundo contendo temas polêmicos para o público juvenil, como magia e o apocalipse. As edições fizeram muito sucesso, porém o uso de magia foi criticado por cristãos, especialmente católicos, e elogiada por espíritas. A Panini chegou a proibir Emerson de escrever histórias de terror, mas a decisão foi revertida pois seus fãs fizeram viralizar a hashtag #UnidosPeloEmerson. Outra história polêmica de Emerson foi Os Meninos São Todos Iguais, da Turma da Mônica Jovem #5 (2008), Denise utiliza gírias da comunidade LGBTQIA+, o que gerou uma onda de reclamações e parte da fandom passou a chamá-la de "mini-puta" e "mini-drag" no Orkut. A MSP adotou uma linha editorial mais politicamente correta e Emerson deixou a TMJ por estresse, fazendo com que a Supersaga ficasse incompleta.

### Histórias controversas
O surgimento de um personagem ambiguamente homossexual na revista revista da Tina causou controvérsia em 2009.
O Xaveco entrou em polêmicas por ser filho de pais divorciados.

### Paródias e uso comercial
Em 2011, um vídeo apelidado Magali Dançarina, onde uma jovem aparece dançando e distribuindo panfletos em frente a um comércio no Largo da Carioca se tornou viral. Contudo, o uso da personagem foi desautorizado por Mauricio.
Em 2014, a empresa pediu o fechamento de um perfil no Twitter com tirinhas adultas envolvendo a Turma da Mônica.
Em dezembro de 2020, a MSP notificou judicialmente o artista Daniel Paiva pelo seu personagem paródia Boldinho, o Cebolinha maconheiro. No mesmo ano, tonenaldas de maconha trazendo ilustração do personagem foram apreendidas, contudo, a imprensa afirmava ser o personagem de Mauricio de Sousa. Paiva retirou todas as ilustrações da internet.

### Uso político

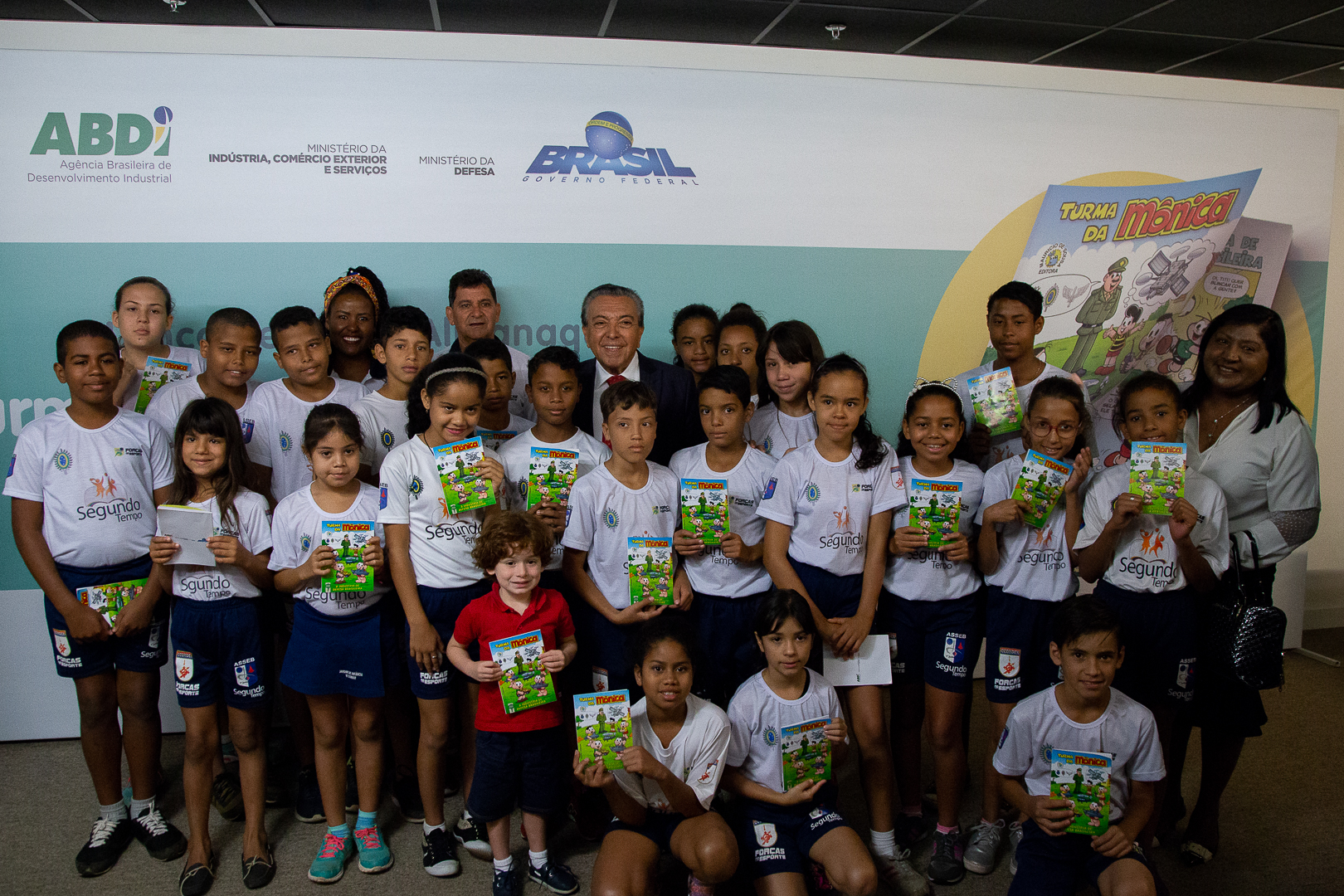
Lançamento da revista Turma da Mônica e a Indústria da Defesa (maio de 2018)

Nos anos 60, Mauricio foi convidado por Zé Geraldo para se juntar a CETPA, editora criada por Leonel Brizola. Zé Geraldo afirma que Mauricio simplesmente nunca apareceu no Rio Grande do Sul após o convite, mas Mauricio afirma que Zé Geraldo pediu que ele criasse histórias da Turma da Mônica alinhadas com as causas da esquerda e que sofreu ameaças após recusar o convite.
Em 2018, último ano ano do Governo Michel Temer, foi lançada a revista Turma da Mônica e a Indústria de Defesa Brasileira, a publicação foi criticada por explorar o tema de guerra de forma lúdica.
Em 4 de abril de 2020, o Ministro da Educação do governo Bolsonaro Abraham Weintraub postou no Twitter a capa da Saiba Mais! com a Turma da Mônica #47 – Sobre a China, de julho de 2011, e escreveu texto de cunho conspiratório como o Cebolinha para zombar dos chineses. Duas semanas antes, o Brasil entrou em uma crise diplomática com a China quando Eduardo Bolsonaro acusou o país de esconder informações sobre a pandemia de COVID-19. Weintraub apagou a publicação pouco tempo depois. A MSP pronunciou-se na Folha de S.Paulo dizendo que "(...) há 60 anos, a Turma da Mônica preza pela amizade entre todos os povos. E continuará sendo assim". A embaixada da China emitiu uma nota de repúdio e o embaixador Wanming Yang cobrou uma declaração oficial do governo. A Polícia Federal abriu uma investigação por racismo, e Weintraub defendeu-se dizendo que a publicação foi feita com o intuito de se aproximar da China através do sotaque.

### Direitos trabalhistas
A MSP não creditava seus funcionários, o que rendeu críticas a Mauricio de Sousa. Em 2003, os quadrinhos Disney publicados pela Abril Jovem passaram a creditar os autores envolvidos, no mesmo ano, em uma entrevista ao site Universo HQ, Mauricio foi questionado sobre a questão, na ocasião, ele declarouː
Eu não farei isso e posso dar uma razão muito simples: copyright. Um artista tendo seu nome na frente de um personagem pode, mais tarde, reclamar algum tipo de direitos sobre ele. Claro que perderá na justiça, mas é algo que não há necessidade no meu pessoal. Assim, nas minhas revistas isso não acontecerá.
Posteriormente, os crédtios começaram a serem apresentados em novas publicações, como na primeira edição da Turma da Mônica Jovem em 2008, além dos álbums da série MSP 50 (2009-2012) e do selo Graphic MSP, lançado em 2012. Somente em maio de 2015, a empresa passou a creditar os roteiristas, desenhistas e arte-finalistas no expediente das as revistas tradicionais da Turma da Mônica,  com a creditação devida acontecendo a partir da segunda série de publicações da Panini.
Em 2022, o Grupo Fischer, responsável pela produção da Maçãs da Turma da Mônica, foi acusado de trabalho escravo após demissão em massa dos funcionários devido a uma ameaça de greve pelas péssimas condições de trabalho.

## Impacto cultural
O Cebolinha faz uma aparição no filme de terror australiano Medo Profundo (2007). Na cena, os personagens são atacados por um crocodilo, porém há um boneco do Cebolinha no barco. O fato entrou em evidência quando Marcelo Hueb postou a cena no Twitter. A repórter Liv Brandão perguntou sobre a aparição para um dos diretores, Andrew Traucki, que respondeu não saber se tratar de um personagem brasileiro, e que pediu um boneco para o Departamento de Arte para que ele observasse as mortes e assim desse mais pesso para a cena.
Em novembro de 2013, foi inaugurado o Parque Turma da Mônica/Mauricio de Sousa em Amadora, Portugal. Entre os brinquedos, estão um trampolim gigante, uma teia de escalada colossal e um mini-rapel, entre muitos balanços e escorregadores, além de uma biblioteca com os gibis.
Em 2023, a Gol lançou o "Avião da Mônica", um Boeing 737-800 (matrícula PR-GXW), em comemoração dos 60 anos da Turma da Mônica. O avião inteiro tem a temática de Turma da Mônica, incluindo tirinhas que decoram as mesinhas de alguns assentos.
De acordo com áudios obtidos pela Delegacia de Investigações Sobre Entorpecentes da Polícia Civil de Mogi das Cruzes, o núcleo de Marcola era chamado de Turma da Mônica pelos membros do Primeiro Comando da Capital.